# Nothancyla verreauxi
Nothancyla verreauxi är en insektsart som beskrevs av Navás 1910. Nothancyla verreauxi ingår i släktet Nothancyla och familjen guldögonsländor. Inga underarter finns listade i Catalogue of Life.

## Bildgalleri

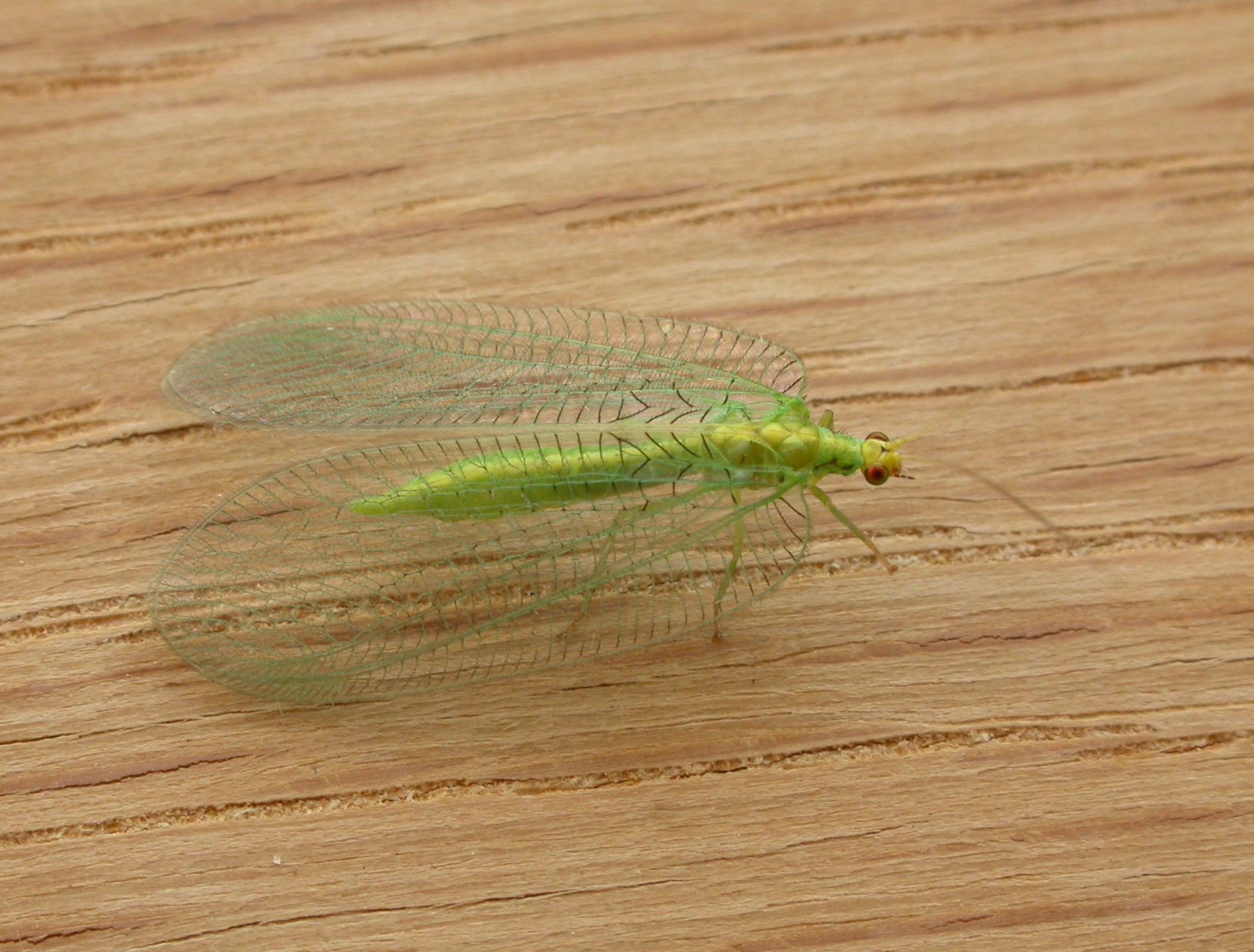